# Silberblättrige Goldnessel
Die Silberblättrige Goldnessel (Lamium argentatum), auch Silber-Goldnessel oder Florentiner Goldnessel genannt, ist eine Pflanzenart aus der Gattung der Taubnesseln (Lamium), Untergattung der Goldnesseln (Galeobdolon), innerhalb der Familie der Lippenblütengewächse (Lamiaceae). Diese Art ist als Hybride in Gartenkultur neu entstanden. Sie ist eine beliebte Gartenpflanze, die außerdem verwildert und als Neophyt in der mitteleuropäischen Flora weit verbreitet ist. Über die taxonomische Einordnung der Pflanzensippe gibt es unterschiedliche Auffassungen.

## Beschreibung

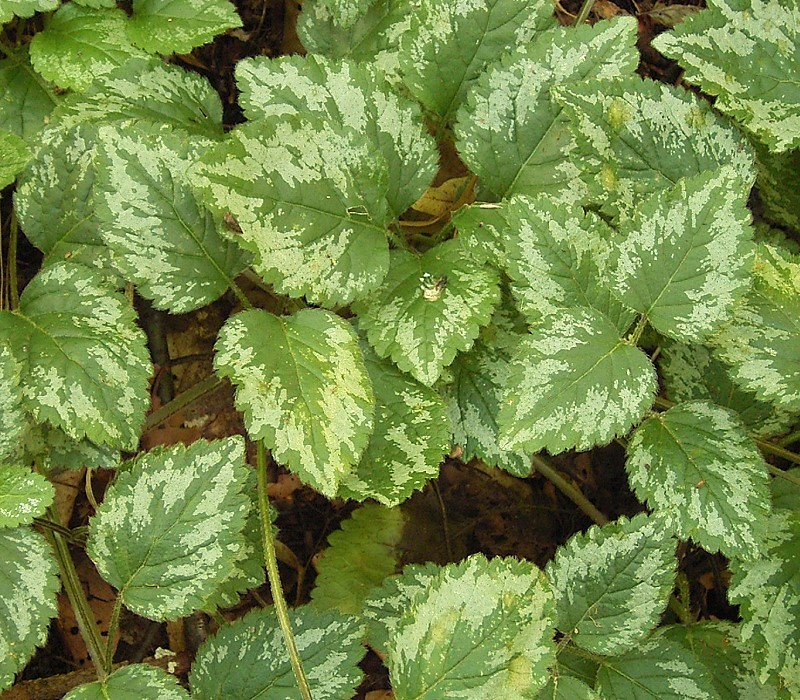
Laubblätter

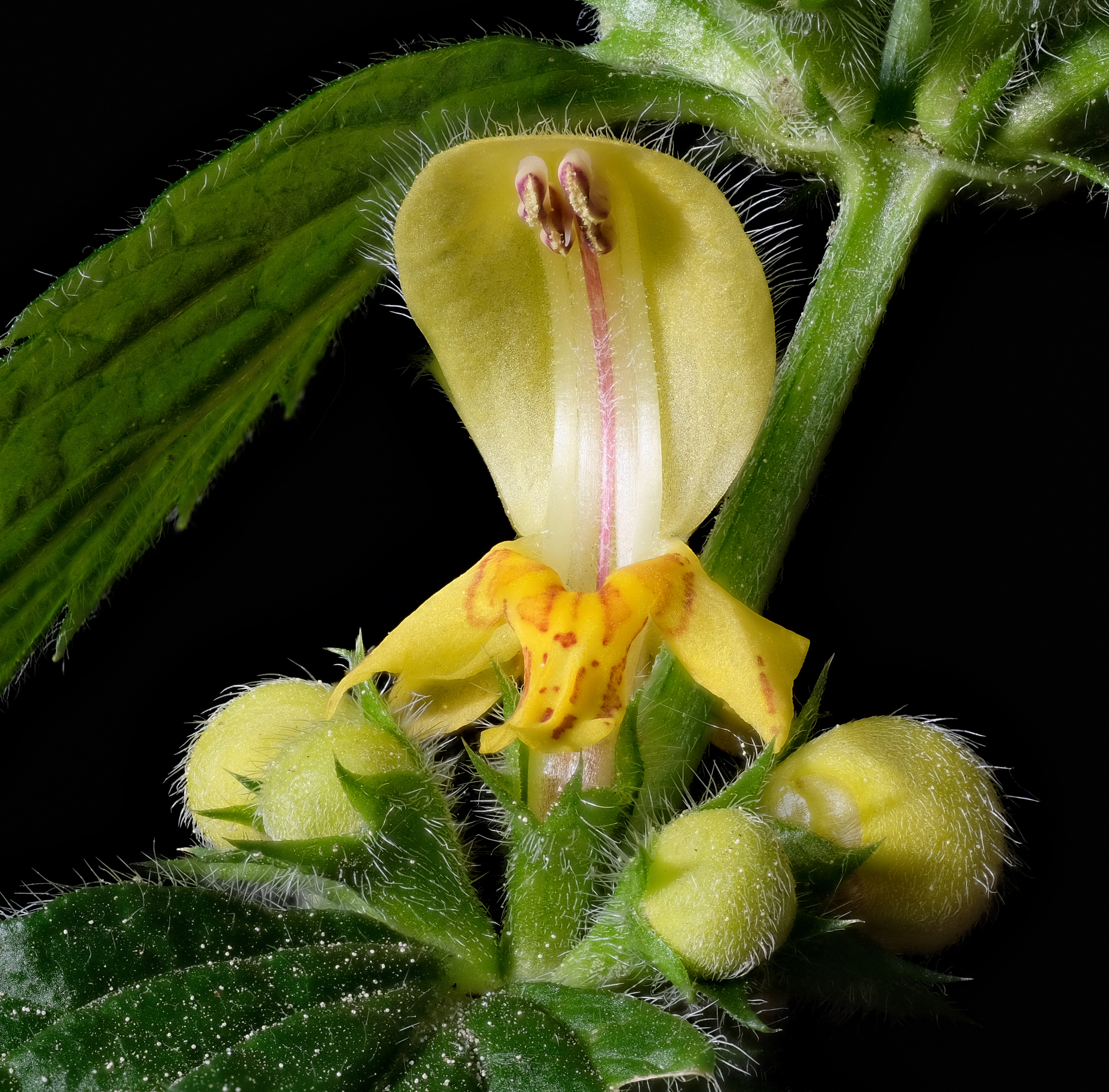
Blüte in Nahaufnahme

### Vegetative Merkmale
Die Silberblättrige Goldnessel ist eine wintergrüne, ausdauernde krautige Pflanze. Sie bildet Ausläufer. Die beblätterten, oberirdischen Kriechtriebe bewurzeln und können mehr als 1 Meter Länge erreichen. Die aufrechten blühenden Triebe erreichen eine Wuchshöhe von meist 20 bis 45 Zentimeter (15 bis 50 Zentimeter).
Bei den Laubblättern der Kriechtriebe sind einfachen Blattspreiten rundlich bis breit-eiförmig und der Blattrand unregelmäßig einfach bis doppelt gekerbt-gesägt, mit kurzem Endzahn, mehr oder weniger gerundet; ihre Spreitenbasis ist breit- und kurz-keilförmig oder gerundet, selten leicht herzförmig. Die kreuzgegenständigen Stängelblätter sind bei einer Länge von 1 bis 4,5, selten bis zu 5 Zentimetern sowie einer Breite von 1 bis 1,5 Zentimetern lang-eiförmig bis eilanzettlich. Auffällig auf allen Laubblättern ist eine markante, silbrigweiße Fleckung (Panaschierung), die das ganze Jahr hindurch erkennbar ist und oft mehr als die Hälfte der Spreitenfläche, beiderseits einer grün bleibenden Zone entlang der Mittelrippe, einnimmt. Diese weißen Flecken treten auch bei anderen Goldnessel-Sippen bisweilen auf, sind dann aber weniger ausgedehnt und nur zeitweise vorhanden. Die Laubblätter gehen ohne scharfe Abgrenzung in die Tragblätter des endständigen Blütenstands über.

### Generative Merkmale
Die Tragblätter sind schmaler, die oberen meist zugespitzt, aber nicht in einen langen und spitzen Zahn auslaufend. Die vierkantigen Blütentriebe sind, an den Kanten dichter als auf den Flächen, anliegend oder halb abstehend behaart, sie sind oben, innerhalb des Blütenstands, markant querrunzelig-gerippt.
Meist fünf bis zehn (drei bis zwölf) Blüten befinden sich in etagenförmigen Scheinquirlen. Die fünf Kelchzähne sind dreieckig und angedrückt behaart. Die gold-gelb Lippenblüten sind mit etwa 21 bis 26 Millimeter Länge im Vergleich mit den verwandten Sippen auffallend groß. Die Oberlippe der Blütenkrone ist stark gewölbt und randlich abstehend gewimpert. Wie typisch für alle Goldnesseln, trägt die Unterlippe eine bräunliche Zeichnung.
Nach Untersuchung an polnischen Pflanzenexemplaren ist Lamium argentatum auch anhand der Oberflächengestaltung der Nüsschen der Klausenfrüchte von den verwandten Sippen differenzierbar.

### Chromosomensatz
Lamium argentatum ist tetraploid mit 2n = 4x = 36 Chromosomen und stimmt darin mit Lamium montanum überein, während die Gewöhnliche Goldnessel meist einen diploiden Chromosomensatz aufweist. Die Existenz von Hybriden mit der Berg-Goldnessel Lamium montanum mit intermediärer Ausprägung der Merkmale erscheint wahrscheinlich.

## Systematik und botanische Geschichte
Goldnesseln mit silbrig geflecktem Laub sind in der Gartenkultur seit langer Zeit bekannt, sie wurden meist als Kultivare Lamium galeobdolon ‚Florentinum‘ oder Lamium galeobdolon ‚Variegatum‘ aufgefasst. 1975 wurden sie durch den an der Prager Karlsuniversität forschenden Botaniker Miroslav Smejkal unter dem Basionym Galeobdolon argentatum als neue Art beschrieben.
Die Taxonomie der Sippe ist verwickelt, da weder über ihren Status als Art, Unterart oder Form noch über den Status und den korrekten Namen der Goldnesseln generell Einigkeit besteht, die je nach Botaniker als weit gefasste Sammelart, als Untergattung oder als eigene Gattung Galeobdolon (syn. Lamiastrum) aufgefasst werden. In seiner Revision der Gattung Lamium fasste Jacob Mennema die Silber-Goldnessel als Form der Gewöhnlichen Goldnessel innerhalb der Gattung Lamium auf und benannte sie Lamium galeobdolon forma argentatum. Zahlreiche neuere Autoren betrachten sie allerdings weiterhin als Unterart oder sogar als eigenständige Art. Die Einstufung als Unterart wurde zuerst 1987 von Jacques Duvigneaud in Bulletin du Jardin Botanique National de Belgique Band 57, Seite 459 durchgeführt; als Art wurde sie 1997 von Götz Heinrich Loos in Floristische Rundbriefe. Zeitschrift für floristische Geobotanik, Populationsökologie und Systematik Band 31(1), Seite 43 (1997) eingestuft, der den Namen von Heinz Siegfried Henker übernommen hat.
In einer neueren Würdigung der morphologischen und genetischen Daten kamen Katarzyna Krawczyk und Kollegen  zu dem Schluss, sie derzeit am besten als Unterart Lamium galeobdolon subsp. argentatum (Smejkal) J.Duvign. zur Gewöhnlichen Goldnessel, nahe verwandt zur Berg-Goldnessel, zu stellen, betonen aber die Notwendigkeit weiterer Untersuchungen dazu. Nach phylogenomischen Untersuchung der Gattung Lamium durch Mika Bendiksby und Kollegen 2011 erscheint eine Entstehung durch Polyploidisierung innerhalb der (diploiden) Lamium galeobdolon subsp. galeobdolon naheliegend. In der Datenbank Floraweb des Bundesamtes für Naturschutz ist sie weiterhin als Galeobdolon argentatum im Artrang aufgeführt.

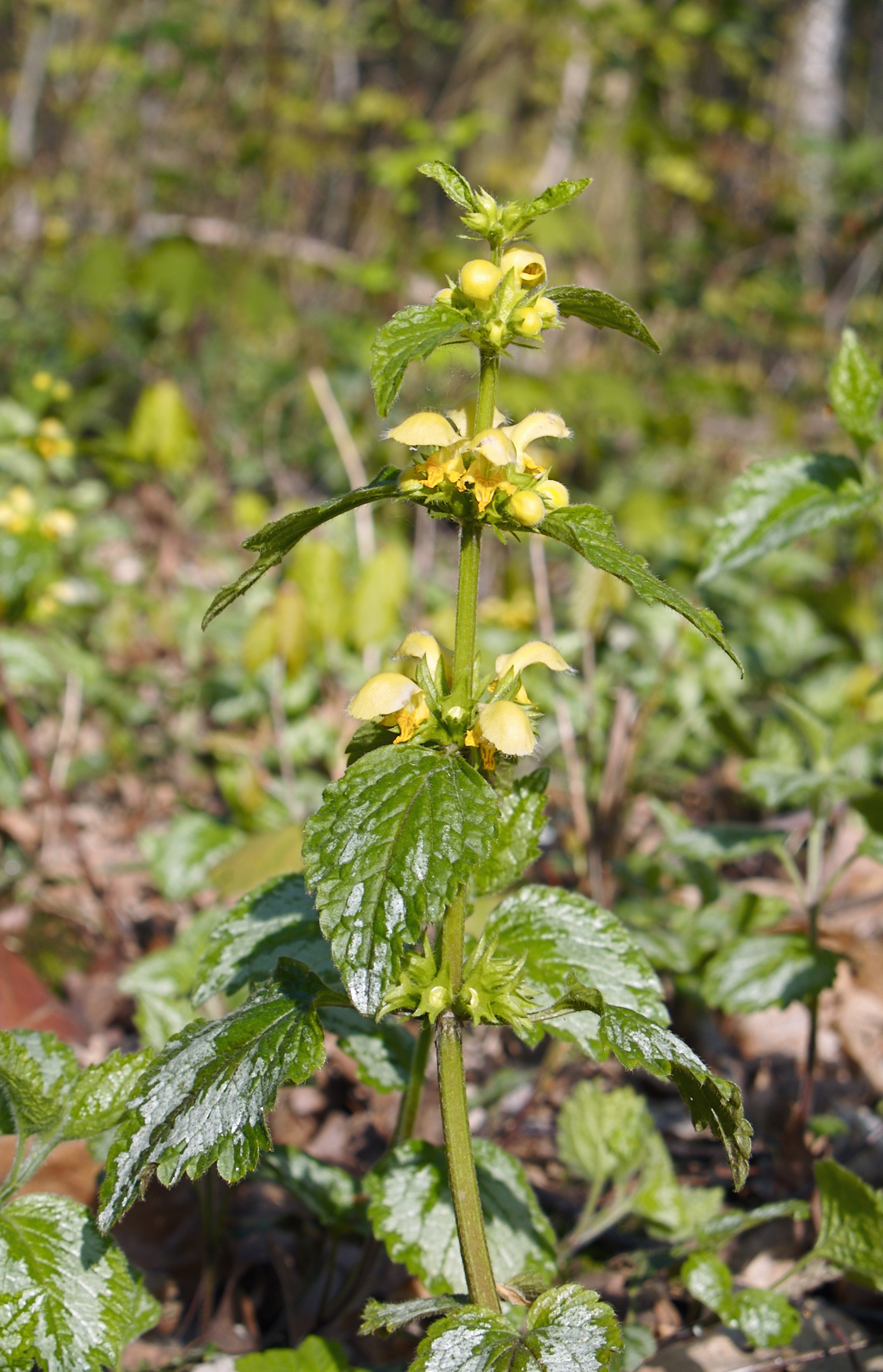
Habitus im Habitat

## Verbreitung
Die Art ist, soweit bekannt, in Kultur, im Garten, entstanden, echte Wildvorkommen sind nicht bekannt. Erste Vorkommen existierten schon im 19. Jahrhundert, die Sippe wurde aber lange Zeit verkannt und nicht beachtet. Sie ist aber verbreitet, oft durch Ablagerung von Gartenabfällen, innerhalb von Wäldern verwildert und dort als Neophyt eingebürgert. Regional, so etwa in den Niederlanden, ist sie dort heute häufiger als die autochthone Gewöhnliche Goldnessel. In Deutschland wird sie vom Bundesamt für Naturschutz als invasive Art in der sogenannten Managementliste der Warnliste invasiver Gefäßpflanzenarten in Deutschland aufgeführt. Stellenweise werde in siedlungsnahen bzw. lichten Wäldern Deutschlands und Österreichs die Bodenvegetation fast ausschließlich von der Silberblättrigen Goldnessel gebildet, wodurch heimische Arten verdrängt werden können. Außerdem bedroht sie durch Hybridisierung das genetische Potenzial der, gebietsweise bestandsbedrohten, anderen Goldnessel-Sippen. Diese Art gehört zu den Agriophyten, das sind diejenigen neophytischen Arten, die nicht nur in gestörten Lebensräumen Fuß fassen, sondern die in die natürliche Vegetation eindringen können.